# Arheološko nalazište Zađe s ostacima ville rustice
Arheološko nalazište Zađe nalazi se u Baćini (grad Ploče), na položaju Zađe, oko 200 m sjeveroistočno od magistrale, a nešto sjevernije od zaselka Podmeđina – Tomaševići. Ostatci su to antičkoga gospodarskog sklopa (ville rustice) smještenog uz sam rub plodnoga polja kojeg sa sjeverne strane zatvaraju brda Vlačina i Gradina. Nalazište je smješteno na obrađenome zemljištu te su ostatci arhitekture dobrim dijelom razgrađeni i uglavnom korišteni za gradnju suhozidnih međa. Uočavaju se dva odvojena sklopa međusobno udaljena oko 150 m. Osim brojnih klesanaca koji se uočavaju u suhozidnim međama, o postojanju antičkih građevina svjedoče i mnogobrojni površinski nalazi: ulomci rimskoga krovnog crijepa (tegule, imbreksi) i keramičkih posuda (amfore, pitosi), uočeni na više odvojenih lokacija. Ovo nalazište važna je potvrda antičkoga života na području donje Neretve, posebice na području Baćine.

## Zaštita
Pod oznakom Z-5997 zavedeno je kao nepokretno kulturno dobro - pojedinačno, pravna statusa zaštićena kulturnog dobra, klasificirano kao "kopnena arheološka zona/nalazište".